# Kandzsó Effect
A Kandzsó Effect (感情エフェクト; Hepburn: Kanjō efekuto) a One Ok Rock japán rockegyüttes harmadik stúdióalbuma, mely 2008. november 12-én jelent meg. 13. volt az Oricon heti listáján és 15 hetet töltött a slágerlistán.

## Számlista
| Kandzsó Effect – hagyományos kiadás | Kandzsó Effect – hagyományos kiadás                                                     | Kandzsó Effect – hagyományos kiadás | Kandzsó Effect – hagyományos kiadás | Kandzsó Effect – hagyományos kiadás                           | Kandzsó Effect – hagyományos kiadás | Kandzsó Effect – hagyományos kiadás | Kandzsó Effect – hagyományos kiadás | Kandzsó Effect – hagyományos kiadás | Kandzsó Effect – hagyományos kiadás |
| #                                   | Cím                                                                                     | Dalszöveg                           | Zene                                | Arrangement                                                   | Hossz                               |                                     |                                     |                                     |                                     |
| ----------------------------------- | --------------------------------------------------------------------------------------- | ----------------------------------- | ----------------------------------- | ------------------------------------------------------------- | ----------------------------------- | ----------------------------------- | ----------------------------------- | ----------------------------------- | ----------------------------------- |
| 1.                                  | Koi no aibó kokoro no cupid (恋ノアイボウ心ノクピド)                                    | Tóru                                | Taka Tóru                           | Taka Tóru Onizava Alexander Rjóta Tomoja Akkin                | 2:53                                |                                     |                                     |                                     |                                     |
| 2.                                  | Doppelgänger (どっぺるゲンガー)                                                         | Taka                                | Taka                                | Taka Tóru Alex Rjóta Tomoja Akkin                             | 3:40                                |                                     |                                     |                                     |                                     |
| 3.                                  | Kaimu (皆無 Nothing)                                                                    | Taka                                | Taka                                | Taka Tóru Alex Rjóta Tomoja Hiraide Szatoru                   | 3:39                                |                                     |                                     |                                     |                                     |
| 4.                                  | 20 Years Old                                                                            | Taka                                | Taka                                | Taka Tóru Alex Rjóta Tomoja Jeff Miyahara                     | 3:52                                |                                     |                                     |                                     |                                     |
| 5.                                  | Living Dolls                                                                            | Tóru                                | Tóru                                | Taka Tóru Alex Rjóta Tomoja Akkin                             | 3:59                                |                                     |                                     |                                     |                                     |
| 6.                                  | Break My Strings                                                                        | Taka                                | Taka Alex                           | Taka Tóru Alex Rjóta Tomoja Fudzsimoto Daiszuke Ómura Sindzsi | 4:07                                |                                     |                                     |                                     |                                     |
| 7.                                  | Szonzai sómei (存在証明 Existential Proof)                                              | Taka                                | Taka Tóru                           | Taka Tóru Alex Rjóta Tomoja Akkin                             | 3:13                                |                                     |                                     |                                     |                                     |
| 8.                                  | Convincing                                                                              | Taka                                | Taka                                | Taka Tóru Alex Rjóta Tomoja Korenaga Kóicsi                   | 3:41                                |                                     |                                     |                                     |                                     |
| 9.                                  | My Sweet Baby                                                                           | Taka                                | Taka                                | Taka Tóru Alex Rjóta Tomoja Miyahara                          | 4:55                                |                                     |                                     |                                     |                                     |
| 10.                                 | Reflection                                                                              | Taka                                | Taka Alex                           | Taka Tóru Alex Rjóta Tomoja Fudzsimoto Ómura                  | 3:37                                |                                     |                                     |                                     |                                     |
| 11.                                 | Viva Violent Fellow〜Ucukusiki Moshpit〜 (Viva Violent Fellow ～美しきモッシュピット～) | Taka                                | Taka                                | Taka Tóru Alex Rjóta Tomoja Korenaga                          | 3:35                                |                                     |                                     |                                     |                                     |
| 12.                                 | Just (+ Bossa Nova - rejtett szám)                                                      | Taka                                | Taka                                | Taka Tóru Alex Rjóta Tomoja Miyahara                          | 11:14                               |                                     |                                     |                                     |                                     |
| 52:25                               |                                                                                         |                                     |                                     |                                                               |                                     |                                     |                                     |                                     |                                     |

| 1. | Hicuzen Maker (必然メーカー) (Live Tour 2008 "Beam of Light" Shibuya-AX 08.09.12)                         |  |
| 2. | Melody Line no sibóricu (Melody Lineの死亡率) (Live Tour 2008 "Beam of Light" Shibuya-AX 08.09.12)        |  |
| 3. | Joru ni sika szakanai mangecu (夜にしか咲かない満月) (Live Tour 2008 "Beam of Light" Shibuya-AX 08.09.12) |  |
| 4. | Glass (ガラス) (Live Tour 2008 "Beam of Light" Shibuya-AX 08.09.12)                                       |  |
| 5. | (you can do) everything (Live Tour 2008 "Beam of Light" Shibuya-AX 08.09.12)                              |  |
| 6. | 100% (hundred percent) (Live Tour 2008 "Beam of Light" Shibuya-AX 08.09.12)                               |  |
| 7. | Crazy Botch (Live Tour 2008 "Beam of Light" Shibuya-AX 08.09.12)                                          |  |

## Slágerlisták és minősítés
| Slágerlista (2008)               | Legmagasabb helyezés |
| -------------------------------- | -------------------- |
| Oricon japán albumlista          | 13                   |
| Billboard Japan japán albumlista | 13                   |

| Régió                                                       | Minősítés | Eladott példányszám |
| ----------------------------------------------------------- | --------- | ------------------- |
| Japán (RIAJ)                                                | arany     | 100 000^            |
| ^ Kiszállítási példányszámok kizárólag a minősítés alapján. |           |                     |

## Közreműködők
- Moriucsi Takahiro – ének
- Jamasita Tóru – ritmusgitár
- Onizava Alexander Reimon – szólógitár
- Kohama Rjóta – basszusgitár
- Kanki Tomoja – dobok, ütősök

## Fordítás
Ez a szócikk részben vagy egészben  a   Kanjō Effect című angol Wikipédia-szócikk fordításán alapul.  Az eredeti cikk szerkesztőit annak laptörténete sorolja fel. Ez a jelzés csupán a megfogalmazás eredetét és a szerzői jogokat jelzi, nem szolgál a cikkben szereplő információk forrásmegjelöléseként.